# Шебир
Шебир или Шебер (каз. Шебір) — село в Мангистауском районе Мангистауской области Казахстана. Административный центр Шеберского сельского округа. Находится примерно в 74 км к северу от села Шетпе, административного центра района. Код КАТО — 474651100.

## Население
| 1989 | 1999  | 2009  | 2021  |
| ---- | ----- | ----- | ----- |
| 863  | ↗1234 | ↗1299 | ↗1350 |

В 1999 году население села составляло 1234 человека (589 мужчин и 645 женщин). По данным переписи 2009 года, в селе проживало 1299 человек (647 мужчин и 652 женщины).

## Археология
Пластинчатая индустрия шебирского типа идентична индустрии хвалынской культуры Нижнего и Среднего Поволжья. Совмещение усиленного и простого отжима, как принципа призматического расщепления, характерное для шебирско-хвалынской технологии, характерно также для Передней Азии, начиная с докерамического неолита A, но не для балканских культур. Орнаментальный мотив с верхней части сосуда со стоянки Шебир-4 в виде параллельных горизонтальных линий, пересекающихся вертикальными линиями, имеет прямые аналогии в росписях керамики из поселений Сиалк в Иране и Джейтун в Таджикистане.